# 遠藤彰 (コンサルタント)
遠藤 彰(えんどう あきら、1964年7月2日 - ）は、日本の中小企業診断士、エグゼクティブコーチ、コンサルタント。株式会社BEANS　代表取締役、一般社団法人鳥取県中小企業診断士協会　代表理事会長。鳥取大学医学部非常勤講師。

## 人物
鳥取県米子市出身。1996年中小企業診断士経済産業大臣登録。1988年明治大学商学部卒業、米子信用金庫入庫、支店勤務を経て審査、事業支援、地域振興部などを歴任する。赤碕支店長を最後に2010年独立してコンサルティング会社coaching office BEANS 創業。2011年人財育成会社　株式会社ＢＥＡＮＳを設立し、代表取締役に就任。Ｐ.Ｆ.ドラッカーのマネジメント手法×Ａ.アドラーの個人心理学×コーチングを融合させた「対話型人財育成」により企業の組織づくりをサポートしている。次世代経営者育成勉強会「豆塾」を主宰し、300人以上の経営管理者を地域に輩出している。また、金融機関時代から関わっている喜八プロジェクトやDARAZ　FMどの地域活性化プロジェクトのコーディネートを続けている。

### 現職
- coaching office BEANS　代表（コンサルティング会社）
- 株式会社ＢＥＡＮＳ　代表取締役CEO（人財育成会社）
- 一般社団法人鳥取県中小企業診断士協会　代表理事会長

### 資格
- 経済産業大臣登録　中小企業診断士
- International Coach Federation　Professional Certified Coach　国際コーチ連盟プロフェッショナル認定コーチ
- 一般財団法人生涯学習開発財団　認定マスターコーチ

### 社会貢献
- 特定非営利活動法人喜八プロジェクト　理事長
- 株式会社ＤＡＲＡＺコミュニティ放送　取締役　経営企画室長
- 株式会社ＤＡＲＡＺ　取締役
- 株式会社上代　取締役　経営企画室長　Chief　Strategy　Officer
- 公益財団法人鳥取県建設技術センター　理事

## 略歴
- 1996年04月　中小企業診断士　遠藤彰　通商産業大臣登録
- 2006年01月　一般財団法人生涯学習開発財団　認定プロフェッショナルコーチ
- 2007年05月　特定非営利活動法人法人喜八プロジェクト　設立
- 2010年03月　DARAZ　CREATE BOX　オープン（株式会社DARAZ）
- 2010年06月　DARAZ　FM　開局（株式会社DARAZコミュニティ放送）
- 2010年07月　coaching office BEANS　創業　代表就任
- 2011年04月　株式会社DARAZコミュニティ放送　取締役　経営企画室長就任
- 2011年07月　人財育成会社　株式会社BEANS　設立　代表取締役就任
- 2012年04月　一般財団法人生涯学習開発財団　認定ワークショップデザイナー
- 2013年05月　異業種交流型勉強会　豆塾　米子会場スタート
- 2015年04月　鳥取大学医学部非常勤講師
- 2015年05月　異業種交流型勉強会　豆塾　鳥取会場スタート
- 2017年05月　喜八プロジェクト　地元に帰ろう！「帰って来いよ！キャンペーン」スタート
- 2018年04月　DARAZ　CREATE BOX　オフィス　開設
- 2018年05月　異業種交流型勉強会　豆塾　松江会場スタート
- 2019年01月　International Coach Federation　Professional Certified Coach　国際コーチ連盟プロフェッショナル認定コーチ
- 2020年05月　公益財団法人鳥取県建設技術センター　理事就任
- 2020年06月　一般社団法人鳥取県中小企業診断士協会　代表理事会長就任
- 2022年06月　特定非営利活動法人喜八プロジェクト　理事長
- 2022年07月　株式会社BEANS　代表取締役　CEO
- 2022年08月　株式会社上代　取締役　経営企画室長
- 2022年12月　一般社団法人生涯学習開発財団認定　マスターコーチ

## 主な著作
- ダイヤモンド社刊　鳥取の注目15社＂強小パワー＂で未来を切り開く！ 2018年8月
- 全国信用金庫協会　雑誌信用金庫　連載「『やる気を引き出す』マネジメント　P.F.ドラッカーに学ぶ対話型人財育成」2018年8月〜2019年7月
- ダイヤモンド社刊　島根の注目30社　上の句編　2023年5月
- ダイヤモンド社刊　島根の注目30社　下の句編　2023年5月
- 今井出版刊　大山・出雲e-共和国　吹野 博志・木村 美樹雄　共著　2023年5月